# Policia d'Andalusia

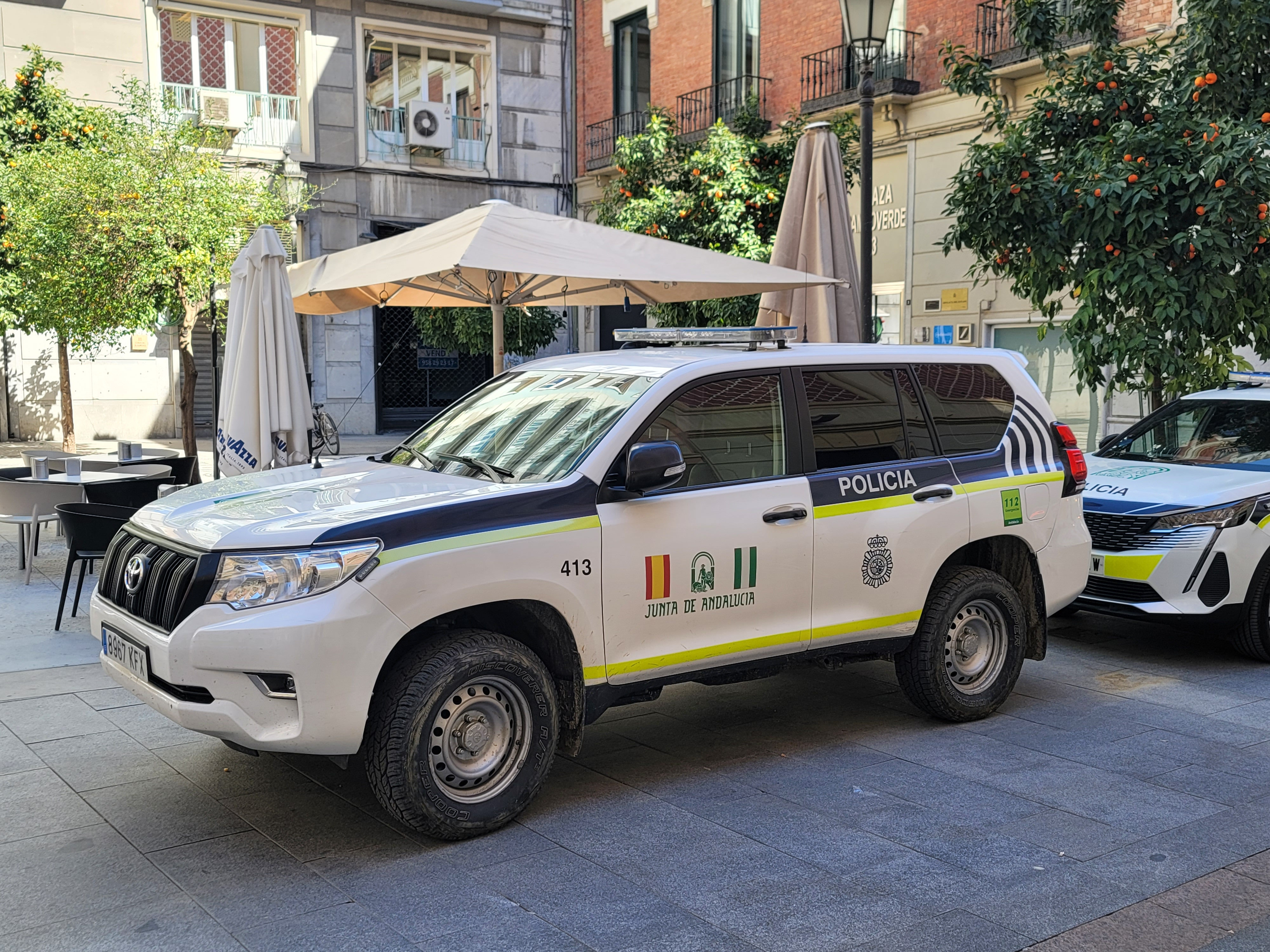
Cotxe de la Unitat de Policia a Granada

La Unitat de Policia de la Comunitat Autònoma d'Andalusia, també anomenada Policia autonòmica d'Andalusia o Unitat del Cos Nacional de Policia adscrita a la Comunitat Autònoma d'Andalusia, és una unitat de la Policia Nacional d'Espanya, dependent orgànicament del Ministeri de l'Interior d'Espanya, a través de la Direcció general de la Policia i, de manera funcional, de la Conselleria de Governació de la Junta d'Andalusia. No és per tant una Policia autonòmica com en els casos dels Mossos d'Esquadra, l'Ertzaintza, la Policia Foral de Navarra o la Policia Canària.
La uniformitat de la Unitat és la pertanyent al Cos Nacional de Policia, portant sobre la peça exterior de l'uniforme, en el braç dret i en la peça de cap, un emblema amb l'escut d'Andalusia de dimensions reglamentàries. No obstant això, té variants a aquest uniforme per a l'acompliment de les seves funcions a l'àrea de medi ambient.